# Димовская, Доста
Доста Димовская (макед. Доста Димовска; 17 февраля 1954 года, Скопье, Народная Республика Македония, СФРЮ — 4 апреля 2011 года, София, Болгария) — македонская поэтесса, государственный деятель.

## Образование
Доста Димовская окончила Университет Св. Кирилла и Мефодия в Скопье по специальности философия. Затем была учителем в средней школе в Скопье.

## Политическая карьера
С 1990 по 1994 год — член македонского парламента, председатель парламентского комитета по национальным вопросам. В 1991 году стала вице-президентом ВМРО-ДПМНЕ.
В 1998 году назначена вице-премьером, а в декабре 1999 года министром внутренних дел Республики Македонии.
В 2001 году специальная комиссия по надзору за спецслужбами сделал вывод о том, что в Македонии было проведено массовое прослушивание телефонных разговоров политиков, иностранных дипломатов и журналистов. Лидер оппозиции Бранко Црвенковский обвинил Димовскую, которая была министром внутренних дел, в отдаче приказа о прослушивании. 18 января 2002 года она подала в отставку, но уже 25 февраля президент Борис Трайковский назначил её директором Разведывательного агентства Республики Македонии.
На этой должности Димовская пробыла до 5 мая 2003 года, когда она подала в отставку, хотя президент Трайковский помиловал её в апреле, чтобы предупредить судебный процесс.
В начале 2004 года Димовская покинула партию ВМРО-ДПМНЕ и создала свою партию. В 2006 году после победы ВМРО-ДПМНЕ на выборах она вернулась в партию.
В последнее время Доста Димовская являлась председателем Движения за евро Македонии и директором (с начала 2007 года) Культурно-информационного центра Республики Македонии в Софии.
Доста Димовская умерла 4 апреля 2011 года в софийской больнице после перенесённого в марте инсульта.

## Творчество
Доста Димовская являлась популярным поэтом. Её сборники:
- «Раждане в белота» (1985),
- «Длани» (1994),
- «Бели дъждове» (2004).